# Rauvolfia micrantha
Rauvolfia micrantha är en oleanderväxtart som beskrevs av Joseph Dalton Hooker. Rauvolfia micrantha ingår i släktet Rauvolfia och familjen oleanderväxter. Inga underarter finns listade i Catalogue of Life.